# Большая Поляна (Липецкая область)
Больша́я Поля́на — село Тербунского района Липецкой области. Центр Большеполянского сельского поселения.

## География
Рядом с Большой Поляной находятся сёла Вислая Поляна, Малиновая Поляна, Красная Поляна.

## История
Село возникло не позднее средины XVII века, входило в состав Землянского уезда. Выросло на местности, именовавшейся Большой поляной (большое ровное пространство); отсюда название. Имело позднее второе название — Камы́нина (здесь отставной поручик Камынин основал конезавод, и его кобыла Отрада завоевала в Париже большую серебряную медаль).
26 августа 2004 года освящено место под храм имени Преподобного Сергия Радонежского. 8 октября 2004 года был заложен фундамент. Первая служба прошла в мае 2006 года перед Пасхой и теперь проводится по праздникам.
Храм строится по проекту «Воронежстройпроэкт», на средства Л. И. Сафоновой — лучшего фермера России, депутата Липецкого областного Совета депутатов IV созыва.

## Население
| 1859 | 1897  | 2009 | 2010 |
| ---- | ----- | ---- | ---- |
| 1254 | ↗1662 | ↘598 | ↗617 |

## Инфраструктура
В селе действует врачебная амбулатория, средняя школа.

## Известные уроженцы
Камынин, Кирилл Леонтьевич — Герой Советского Союза.

## Большая Поляна с автотрассыХлевное—Тербуны
- На въезде в село — интересный сиреневый забор
- На въезде в село — электростолбы покрашены в цвета флага России (скорее всего в честь Дня Победы)
- Дома стоят непривычно далеко от дороги
- Современная с/х техника